# Меркельбах
Меркельбах (нем. Merkelbach) — община в Германии, в земле Рейнланд-Пфальц. 
Входит в состав района Вестервальд. Подчиняется управлению Хахенбург.  Население составляет 427 человек (на 31 декабря 2010 года). Занимает площадь 2,54 км².